# Александрия Окасио-Кортес
Александрия Окасио-Кортес (на английски: Alexandria Ocasio-Cortez) е американски политик и възпитател. Член на Демократическата партия, тя е представител на 14-и конгресен район на Ню Йорк от 3 януари 2019 г.
На 26 юни 2018 г. Окасио-Кортес печели предварителните избори на Демократическата партия в 14-и конгресен район в Ню Йорк, покривайки части от Бронкс и Куинс в Ню Йорк, побеждавайки сегашния конгресмен, председател на Демократическата клика Джо Кроули, в най-съкрушителната победа в средносрочните предизборни кампании през 2018 г. Окасио-Кортес е член на Демократичните социалисти на Америка.
Преди да се кандидатира за Конгреса, Окасио-Кортес е педагог и организатор на общността, работеща в Бронкс и изпълняваща длъжността Образователен директор на Североизточните колегиални световни серии на Националния латиноамерикански институт, 2017 г. На 29 години, тя е най-младата жена в Конгреса в историята на Съединените щати.